# Welterbe in Laos

Zum Welterbe in Laos gehören (Stand 2025) vier UNESCO-Welterbestätten, davon drei Stätten des Weltkulturerbes und eine grenzübergriefende Weltnaturerbestätte mit Vietnam. Laos hat die Welterbekonvention 1987 ratifiziert, die erste Welterbestätte wurde 1995 in die Welterbeliste aufgenommen. Die bislang letzte Welterbestätte wurde 2025 eingetragen.

## Welterbestätten
Die folgende Tabelle listet die UNESCO-Welterbestätten in Laos in chronologischer Reihenfolge nach dem Jahr ihrer Aufnahme in die Welterbeliste (K – Kulturerbe, N – Naturerbe, K/N – gemischt, (G) – auf der Liste des gefährdeten Welterbes).
| Bild                                                                               | Bezeichnung                                                                               | Jahr | Typ | Ref. | Beschreibung                                                   |
| ---------------------------------------------------------------------------------- | ----------------------------------------------------------------------------------------- | ---- | --- | ---- | -------------------------------------------------------------- |
| Stadt Luang Prabang                                                                | Stadt Luang Prabang                                                                       | 1995 | K   | 479  | mit Königspalast und buddhistischen Klöstern                   |
| Wat Phou und zugehörige altertümliche Siedlungen in der Kulturlandschaft Champasak | Wat Phou und zugehörige altertümliche Siedlungen in der Kulturlandschaft Champasak (Lage) | 2001 | K   | 481  |                                                                |
| Megalithische Krüge in Xieng Khouang – Ebene der Steinkrüge                        | Megalithische Krüge in Xieng Khouang – Ebene der Steinkrüge                               | 2019 | K   | 1587 | mehr als 2.100 tonnenschwere Sandsteingefäße aus der Eisenzeit |
| Nationalparks Phong Nha-Ke Bang und Hin Nam No                                     | Nationalparks Phong Nha-Ke Bang und Hin Nam No (Lage)                                     | 2025 | N   | 951  | 2025 um den Hin Namno Nationalpark in Laos erweitert           |

## Tentativliste
In der Tentativliste sind die Stätten eingetragen, die für eine Nominierung zur Aufnahme in die Welterbeliste vorgesehen sind.
Mit Stand 2025 ist eine Stätte in der Tentativliste von Laos eingetragen aus dem Jahr 1992. Die folgende Tabelle listet die Stätten in chronologischer Reihenfolge nach dem Jahr ihrer Aufnahme in die Tentativliste.
| Bild                    | Bezeichnung                    | Jahr | Typ | Ref. | Beschreibung                                            |
| ----------------------- | ------------------------------ | ---- | --- | ---- | ------------------------------------------------------- |
| That Luang in Vientiane | That Luang in Vientiane (Lage) | 1992 | K   |      | großer buddhistischer Stupa in der Hauptstadt Vientiane |